# Пудлівці
Пу́длівці — село в Україні, у Гуменецькій сільській територіальній громаді Кам'янець-Подільського району Хмельницької області.

## Назва
В основі назви села як, вважають дослідники (зокрема І.Гарнага) лежить архаїчне слово з місцевої говірки «пудло» із значенням «коробка», «ящик». Пудлом мабуть прозивався один із засновників села. Стосовно назви «івці» то села з такими назвами утворювались тоді, коли мешканці з спустошених сіл переселялись у важкодоступні для татар місця і поселення отримувало назву від імені чи прізвища власника.
Отже, як бачимо Пудлівці, очевидно утворились внаслідок переселення мешканців із спустошених сіл.

## Географія
Село Пудлівці розташоване на подільській височині в південно-західній частині України, за 6 кілометрів на північ від міста Кам'янець-Подільський, частково на березі річки Смотрич і частково на скелястій території національного природного парку «Подільські Товтри».

### Клімат
Пудлівці знаходяться в межах вологого континентального клімату із теплим літом. Але діяльність людини призводить до поганих змін та глобального потепління. Рівень наповнення річок водою в області становить лише 20 % від необхідного стандарту, значна частина земної поверхні стає посушливою. Для покращення ситуації варто було б відновлювати екосистеми та лісові насадження.

## Історія
Село вперше згадується 21 травня 1444 року.
Далі письмову згадку про село бачимо під 1460 роком, коли біскуп Павло одержує право від короля Казимира Ягайловича брати десятину з сіл, які розташовані в околицях Кам'янця. Серед 34 сіл згадуються Пудлівці. Частину десятини біскуп повинен платити королю.
Згодом мешканці села почали сплачувати податок, який називався «дим», їх у 1493 році в селі було 64.
Здавна кам'янецькі міщани на підставі давнього руського права користувалися правом вільного в'їзду в ліси сусідніх землевласників. Міщани вільно вивозили з лісів дерево на будівлю й опалення. Але на початку XVI ст. землевласники-пани стали не допускати їх до своїх лісів. Через це виникла судова справа у 1500 році, і завершилась вона тим, що в 1513 році кам'янецьким громадянам було знову надано право на Lignorum (вирубку лісів) в межах милі. Це було підтверджено королем Сигизмундом І у 1515 році такими словами: — «Кам'янецькі міщани мають право вільного в'їзду в панські ліси на доволі великому просторі кругом 20-30 верств по радіусі від Кам'янця».
Є в Пудлівцях урочище Біла Криничка легенда розповідає:

| В 1542 році «вогнем і мечем» по селі пройшли татари і село deserta (знищено). В цей час як свідчить одна із легенд, татари багато людей забрали у полон. Туди потрапила й дівчина, наречена одного хлопця. Дізнавшись, що його кохану схопили татари, хлопець вирішив її врятувати. Підкравшись до табору ворогів, він звільнив свою дівчину з полону, але був важко поранений. Знесилений доповз до кринички. Від місячного сяйва вода вигравала чистим сріблом, здавалась білою. Парубок вгамував спрагу, облив водою рани. Кілька днів він промивав рани. Сили повернулися до нього. Криничка врятувала його від неминучої смерті. З тих пір і стали називати цю криничку білою. Ще й досі говорять у селі, що в криниці не вода, а ліки для людини. |
Багато людей було взято в ясир, вивезено як товар в неволю в далекий Крим, звідти їх переправляли в Туреччину.
У XVI столітті на основі грамоти князів Коріятовичів місто Кам'янець розпочало судовий процес проти власників низки сіл, суміжних зі містом, за право володіння землями. Серед цих сіл були: Пудлівці, Гуменці, Колубаївці, Боришківці, Тарасівка, Панівці, Зубрівка, Цибулівка. Процес розтягнувся на чотири століття. Останній документ цього процесу датовано 1889 роком.
Церква святої Параскеви згадується з 1740 року — дерев'яна, з трьома низькими верхами, крита гонтою. В 1758 році мала один верх. Нова дерев'яна церква збудована в 1799 році, існувала до 1869 року. В 1869 році на новому місці серед села збудована нова дерев'яна церква, спочатку крита гонтою.
Внаслідок поразки Перших визвольних змагань на початку XX століття, село надовго окуповане російсько-більшовицькими загарбниками.
Радянська окупація принесла колективізацію та розкуркулення, мешканці села зазнали репресій.
В 1932–1933 селяни села пережили сталінський голодомор.
По закінченню Другої світової війни у 1946—1947 роках мешканці села вчергове пережили голод.
З 24 серпня 1991 року в складі незалежної України.
13 серпня 2015 року внаслідок об'єднання сільських рад село ввійшло до складу Гуменецької сільської громади. Об'єднання в громаду має створити умови для формування ефективної і відповідальної місцевої влади, яка зможе забезпечити комфортне та безпечне середовище для проживання людей.
Колишній орган місцевого самоврядування — Голосківська сільська рада.

## Населення
Населення становило 785 осіб на 2001 рік.
Згідно перепису 2015 року селі мешкало 692 особи.

### Мова
У селі поширені західноподільська говірка та південноподільська говірка, що відносяться до подільського говору, який належить до південно-західного наріччя.
Розподіл населення за рідною мовою за даними перепису 2001 року:
| Мова                | Відсоток |
| ------------------- | -------- |
| українська          | 99,11 %  |
| російська           | 0,76 %   |
| інші/не визначилися | 0,13 %   |

## Відомі уродженці
- Горков Іван Іванович — (1898–1921) — козак 2-го куреня 1-ї бригади 4-ї Київської дивізії Армії УНР, Герой Другого Зимового походу
- Горшков Георгій Петрович (1909–1984) — доктор геолого-мінералогічних наук.
- Сорокатий Леонід Олексійович (1942 ) — член спілки художників-майстрів України.
- Циприуз Анатолій Іванович (1944–1986) — полковник, учасник війни в Афганістані
- Павловський Денис Ігорович — український військовослужбовець, учасник російсько-української війна.[4]
- Білоус Анатолій Ігорович — український військовослужбовець, учасник російсько-української війна.[5]

## Галерея

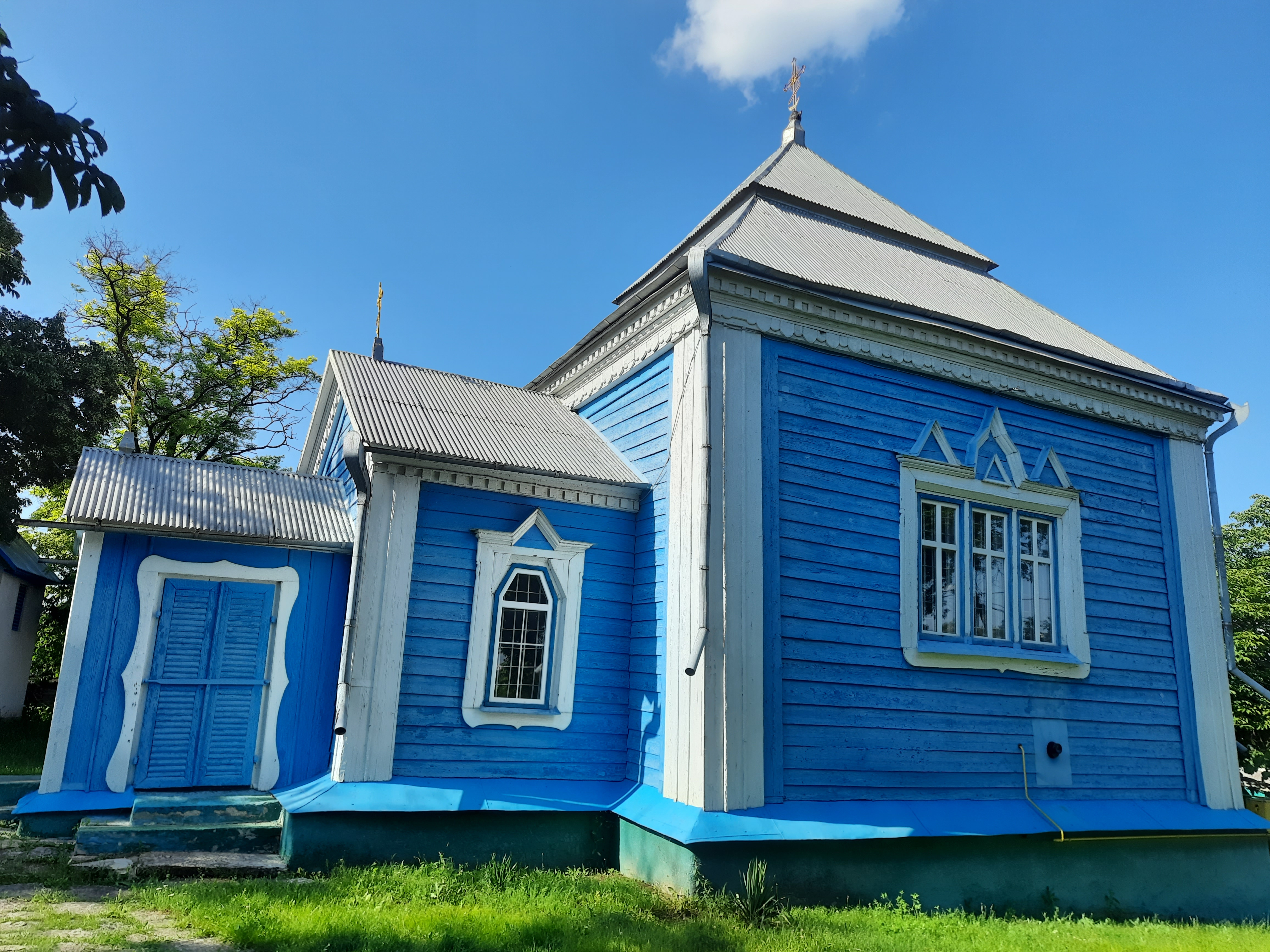
Церква святої Параскеви 1867р
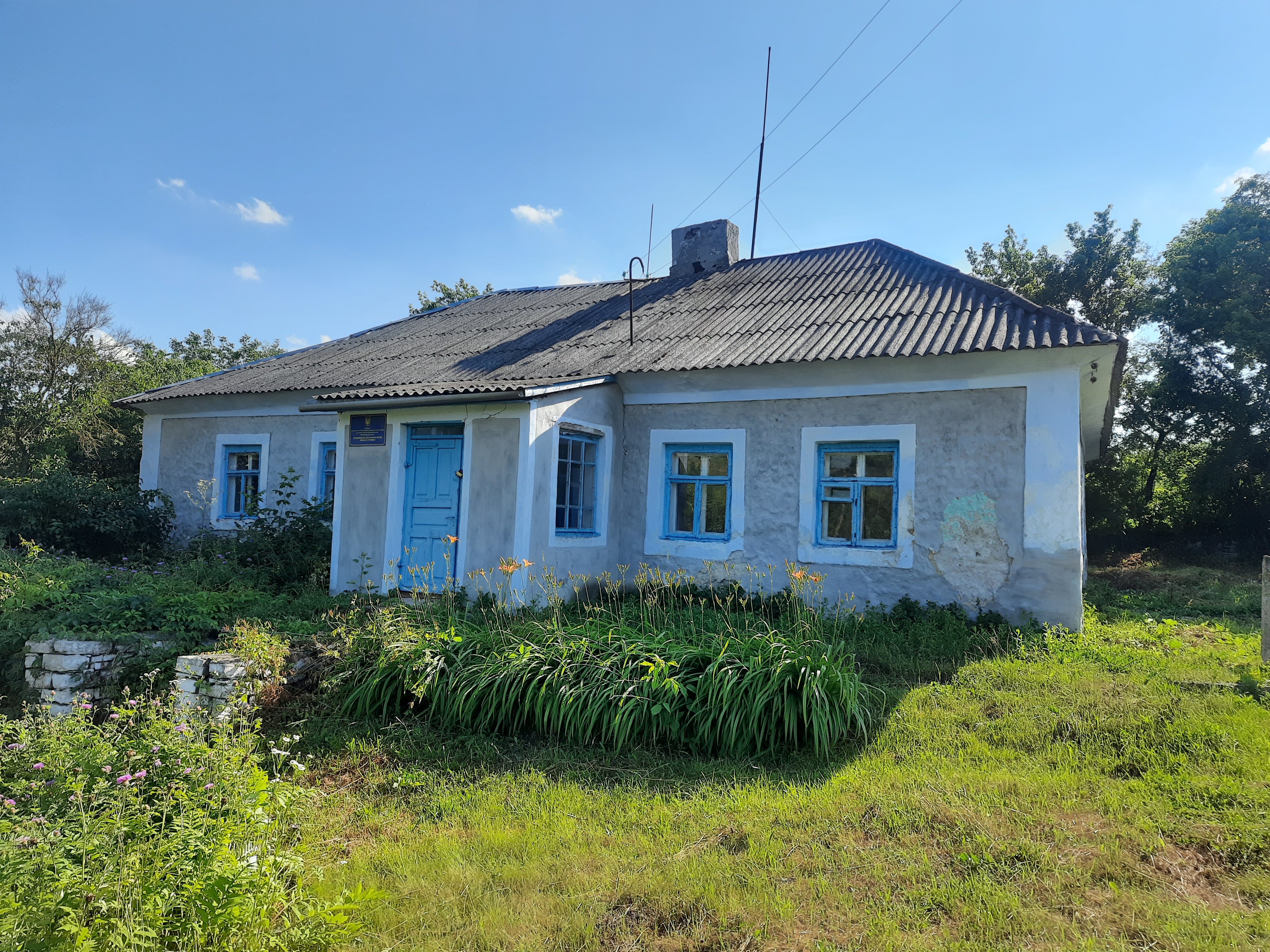
Колишня школа початкових класів
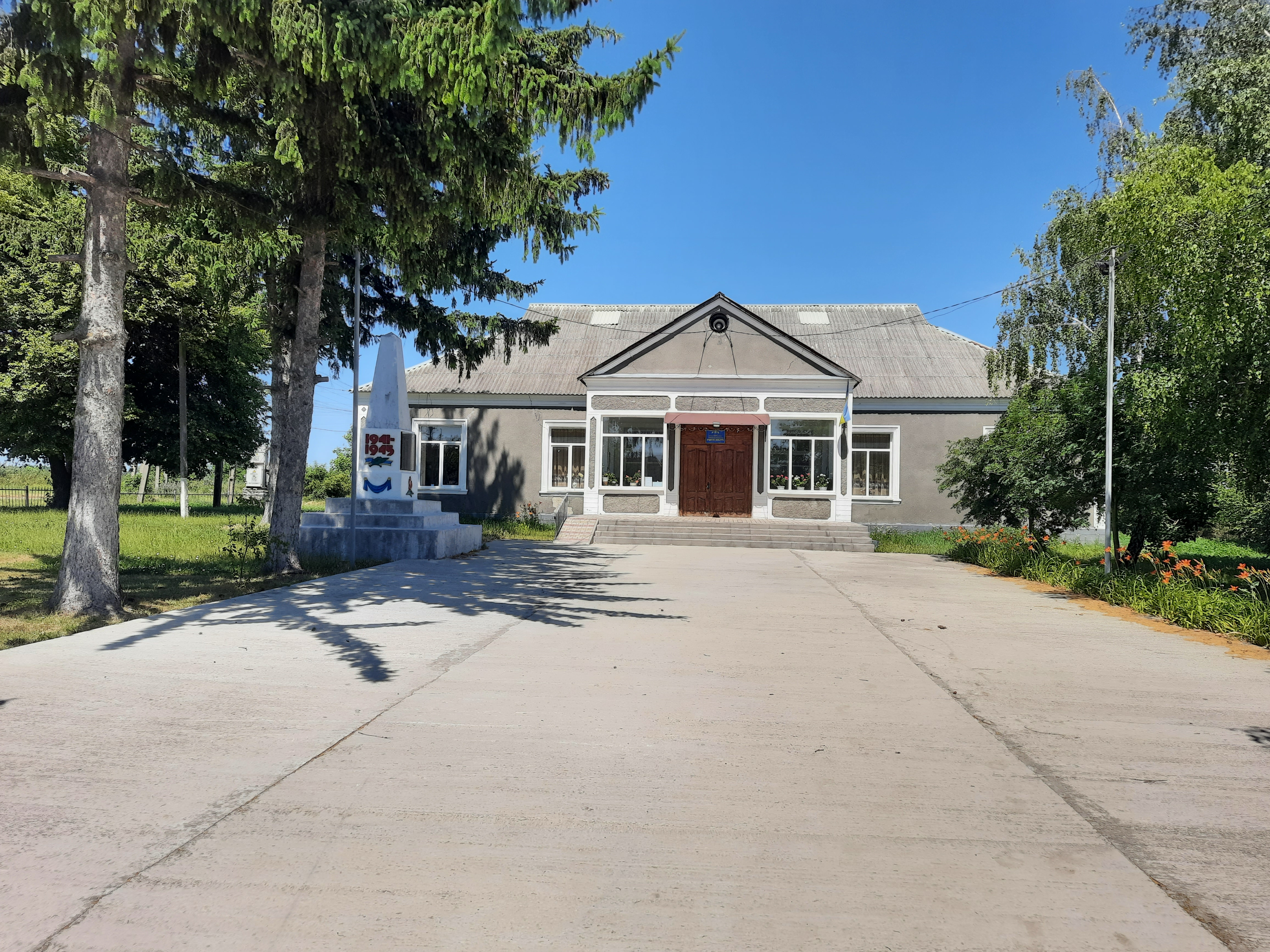
Будинок культури
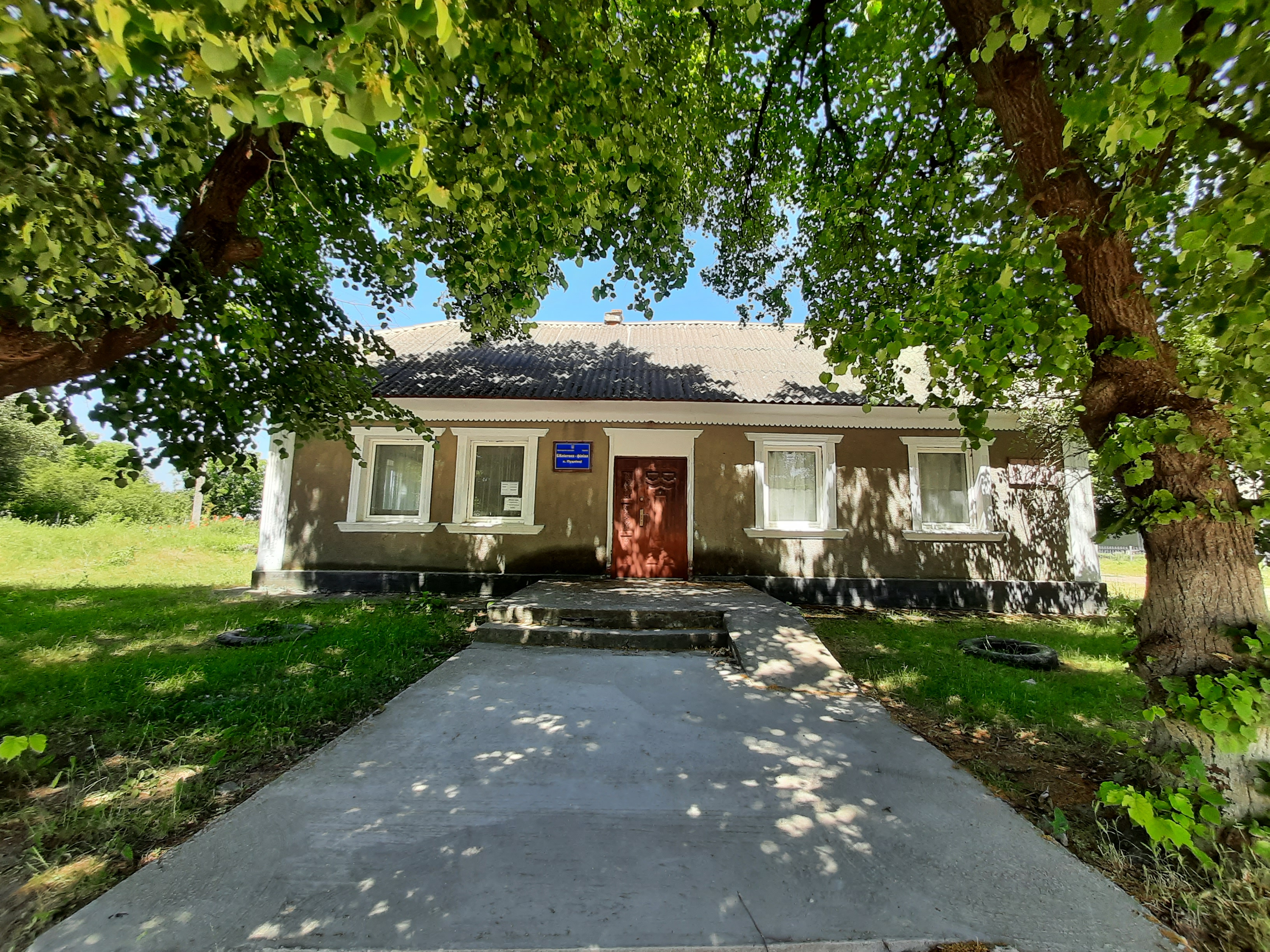
Бібліотека
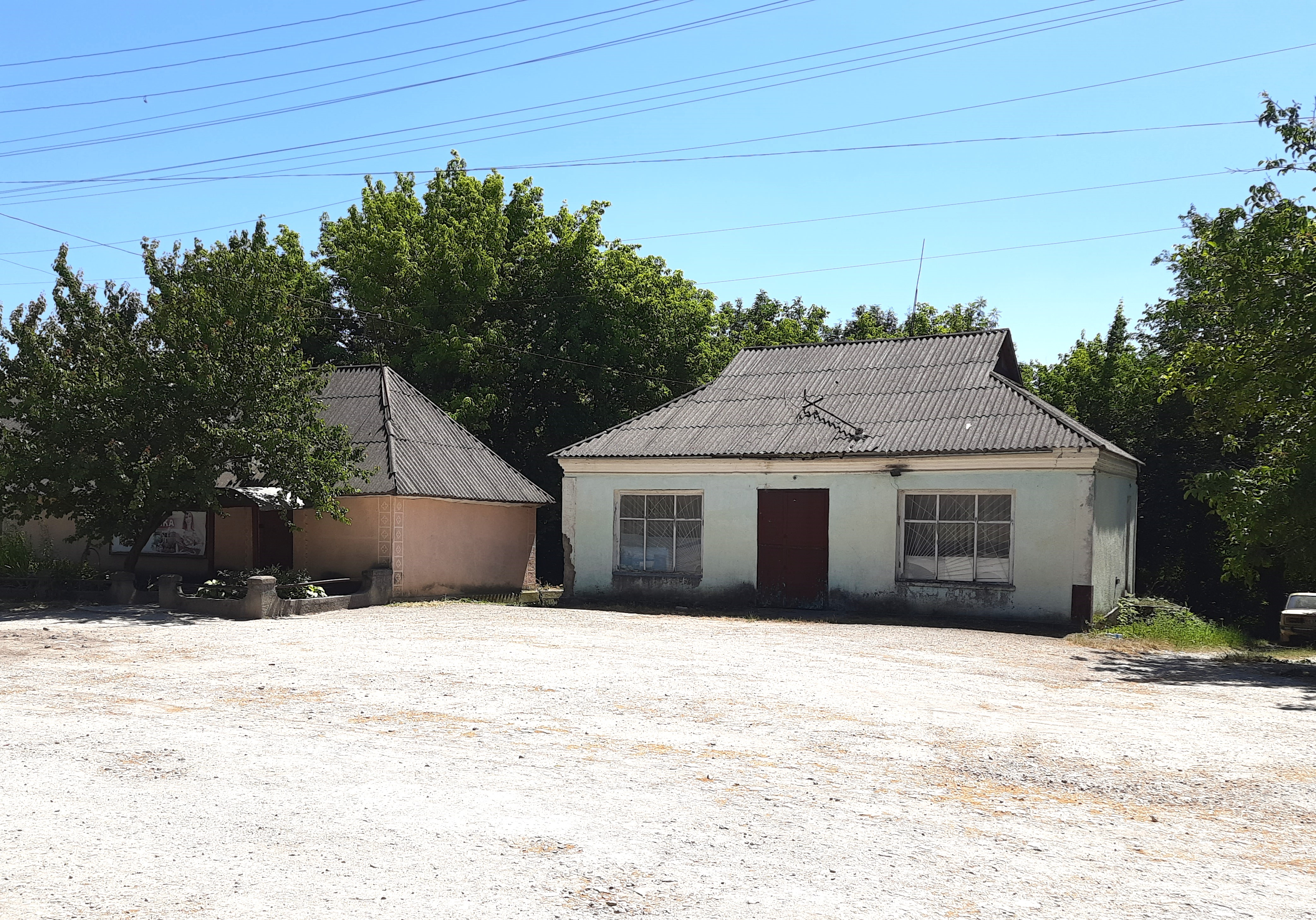
Крамниця
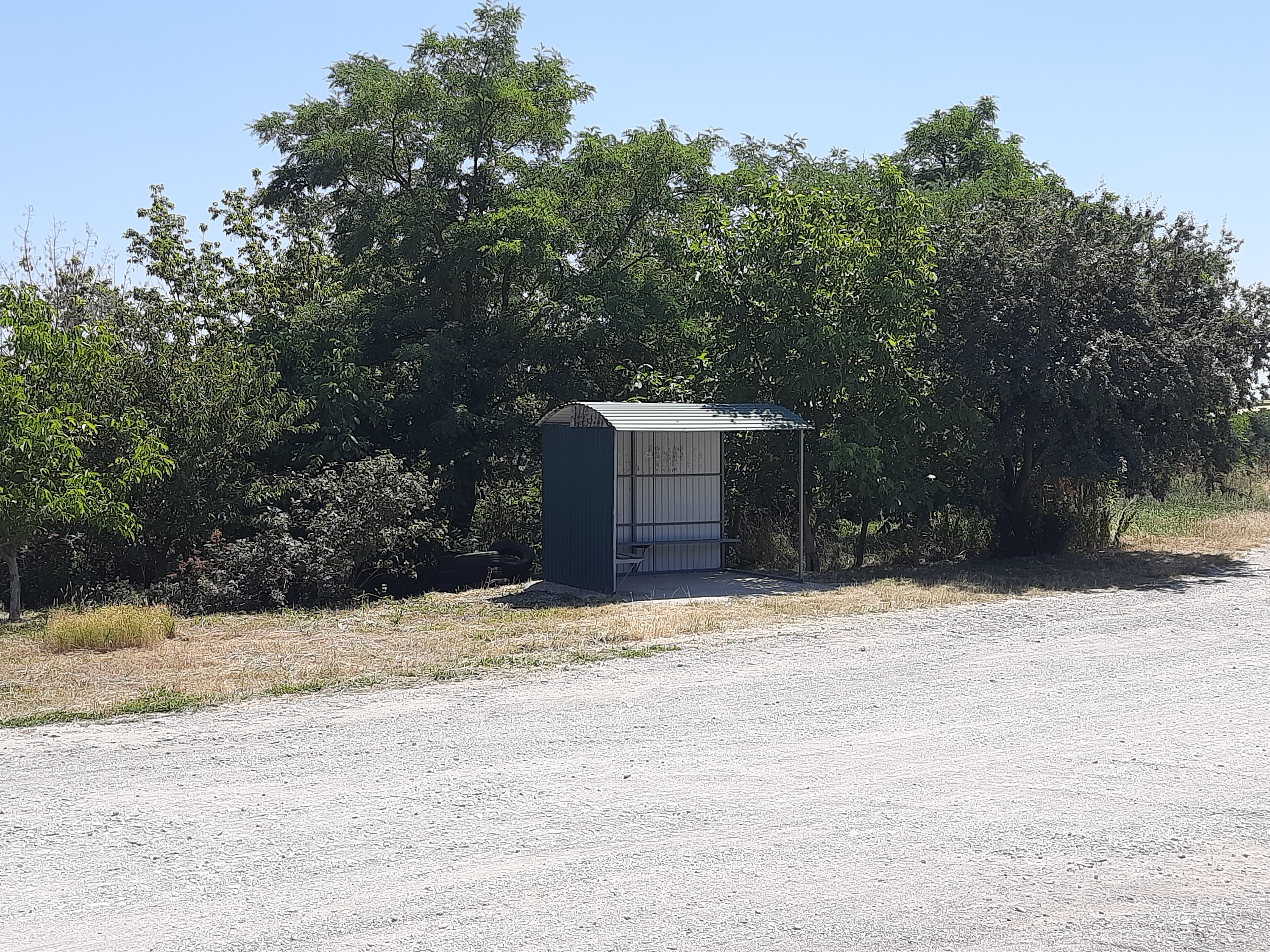
Автобусна зупинка
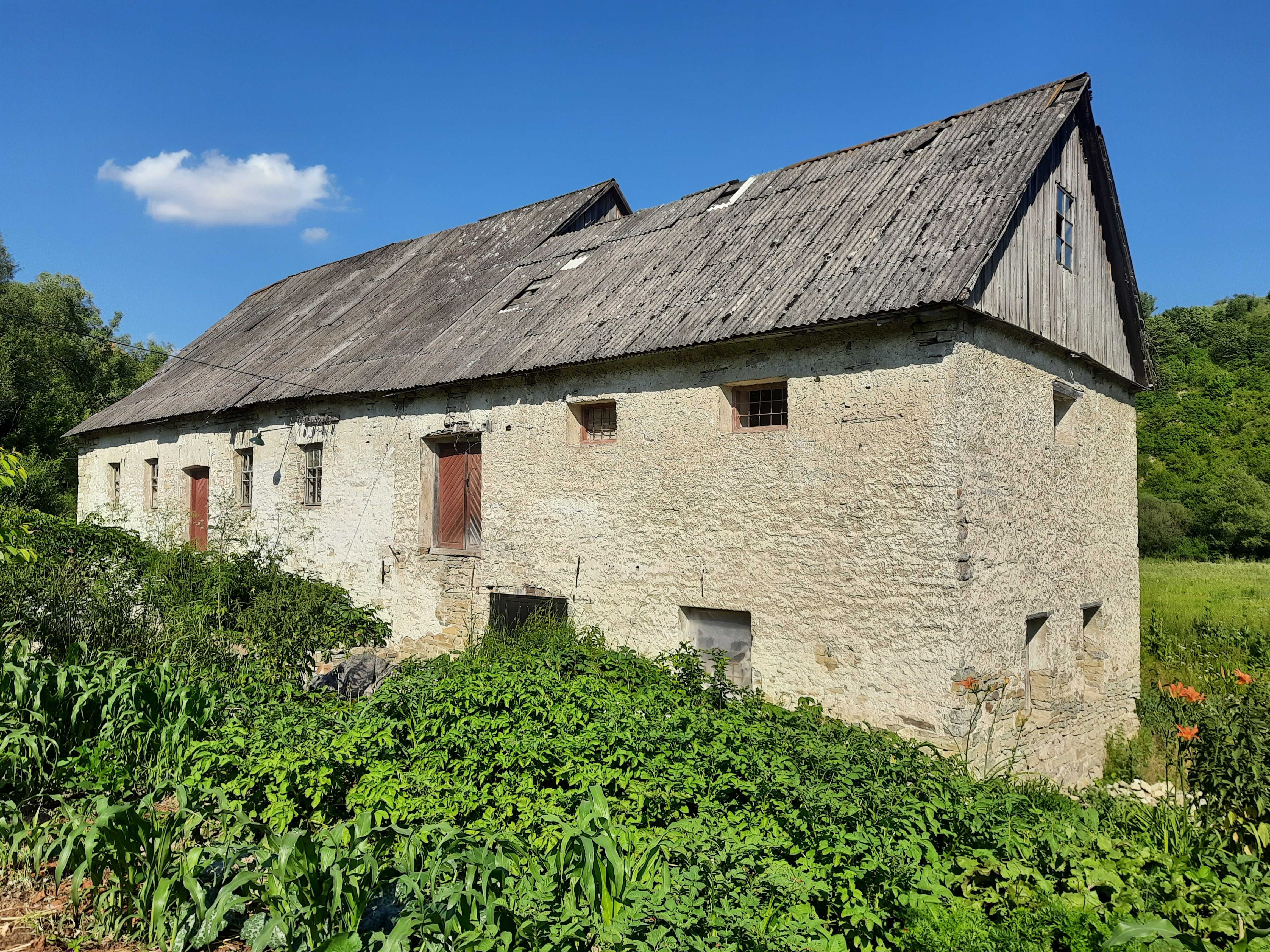
Старий водяний млин на річці Смотрич
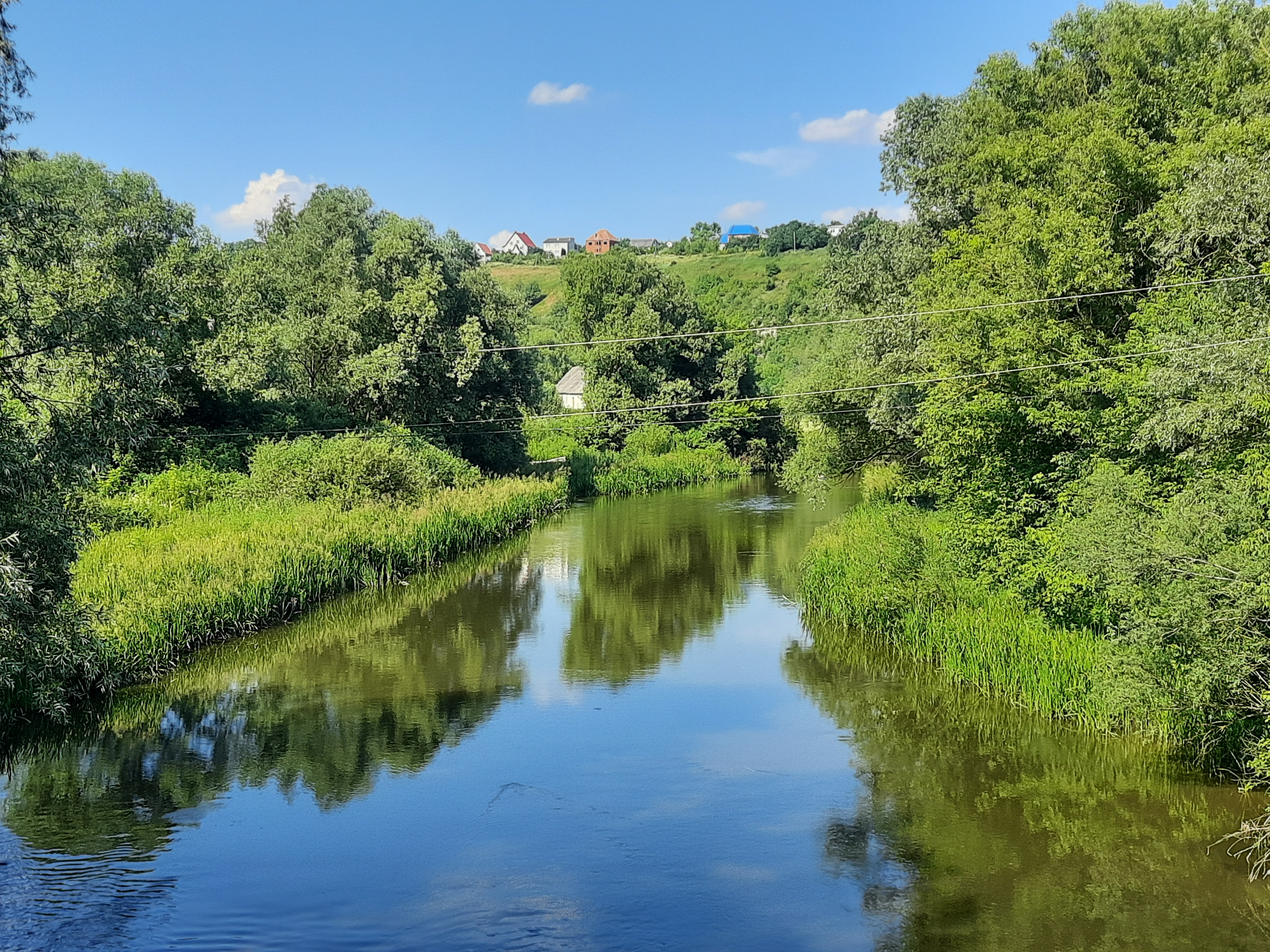
Річка Смотрич біля Пудлівців
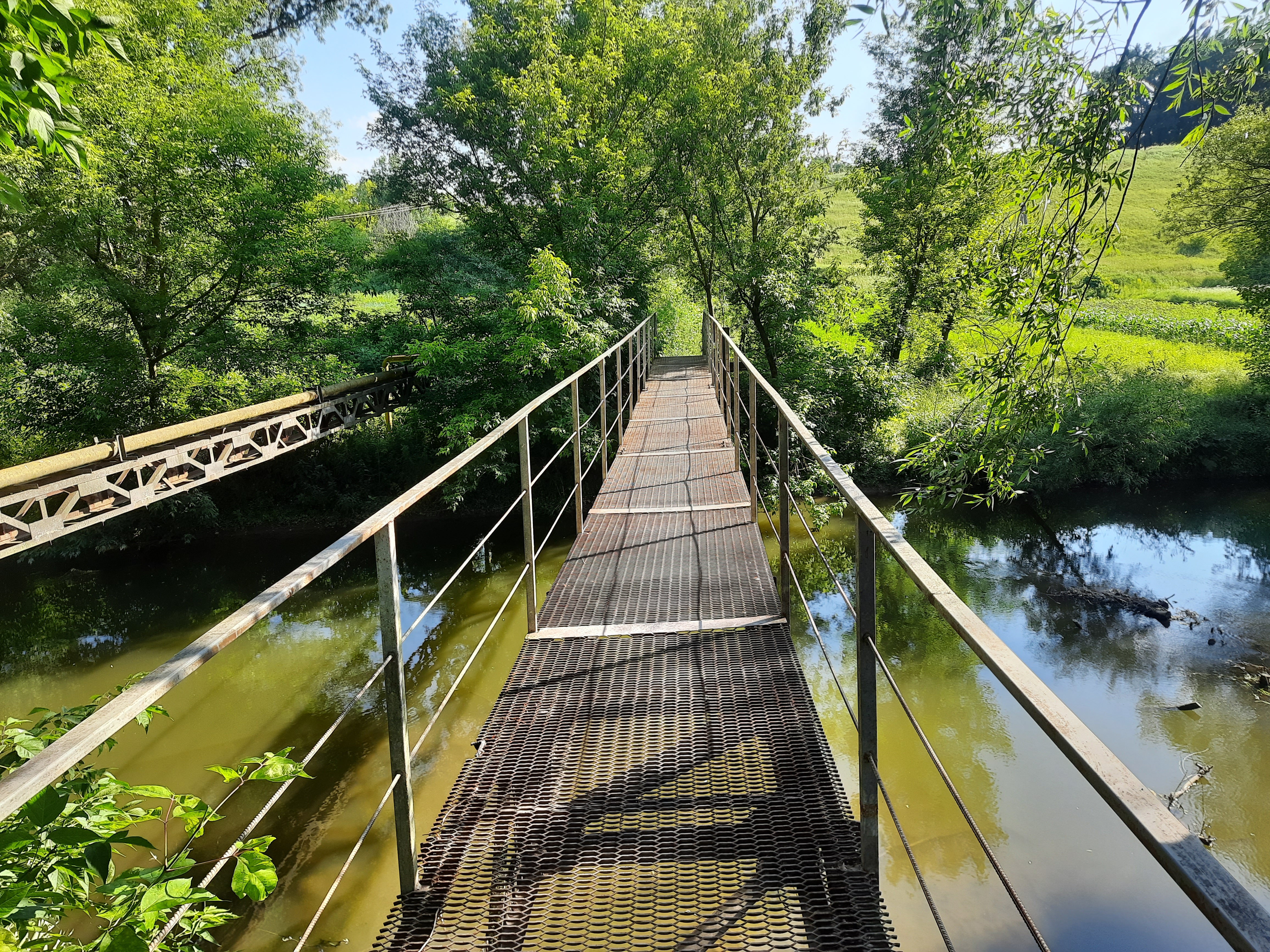
Кладка через Смотрич біля села